# Classe Lord Nelson
La classe Lord Nelson, o semplicemente classe Nelson, era una delle ultime classi navali di corazzate Pre-dreadnought costruite, e comprendeva due sole unità, la Lord Nelson e Agamemnon, impostate tra il 1904 e il 1905 e armate di 4 cannoni da 305 e 10 da 233mm, dopo che in extremis decadde l'idea di farne delle navi monocalibro con artiglierie tutte da 305mm; furono le ultime pre-Dreadnough della Royal Navy. 
A causa del loro varo in contemporanea con la Dreadnought, queste navi divennero subito obsolete. Le navi di questa classe avevano un disegno simile a quello delle navi francesi dell'epoca, con un'alta sovrastruttura centrale e fumaioli di diverse dimensioni. La Lord Nelson vide un largo uso durante la prima guerra mondiale, distinguendosi nel bombardamento dei forti a guardia dello stretto dei Dardanelli il 7 marzo 1915. La Agamemnon, durante la prima guerra mondiale, prestò servizio nel Mediterraneo orientale e fu impiegata nei Dardanelli assieme alla sorella Lord Nelson e alle corazzate francesi Gaulois, Charlemagne, Bouvet e Suffren. Entrambe le navi britanniche riuscirono a distruggere due forti turchi con il fuoco diretto dei loro cannoni. Durante le operazioni in quell'area la Agamemnon fu colpita oltre 60 volte e il 15 maggio 1916 il suo equipaggio riuscì ad abbattere il dirigibile L85 a Salonicco. La Lord Nelson fu demolita nel 1920.